# 154991 Vinciguerra
154991 Vinciguerra este o planetă minoră (asteroid) din Asteroid Amor. A fost descoperită pe 17 ianuarie 2005 la Observatorul La Silla de Andrea Boattini⁠(d). 
Obiectul prezintă o orbită caracterizată de o semiaxă mare de 1,7047954277239 UAi, o excentricitate de 0,3226, o înclinație de 5,6335 ° în raport cu ecliptica.